# 喬克托鎮區 (阿肯色州林肯縣)
喬克托鎮區（英語：Choctaw Township）是位於美國阿肯色州林肯縣的一個行政鎮區。

## 地方資料
喬克托鎮區的面積為129.66平方千米，當中陸地面積為127.83平方千米，而水域面積為1.83平方千米。根據2010年美國人口普查的數據，當地共有人口679人，而人口密度為每平方千米5.24人。